# Shashikala
Shashikala Om Prakash Saigal, nata Jawalkar e nota solo come Shashikala (Solapur, 4 agosto 1932 – Mumbai, 4 aprile 2021), è stata un'attrice indiana.

## Filmografia parziale
- Teen Batti Char Raasta, regia di V. Shantaram (1953)
- Aarti, regia di Phani Majumdar (1962)
- Gumraah, regia di B. R. Chopra (1963)

## Premi
- Filmfare Awards
  - 1962: "Best Supporting Actress"
  - 1963: "Best Supporting Actress"
- Bengal Film Journalists' Association Awards 
  - 1963: "Best Supporting Actress (Hindi)"
  - 1964: "Best Supporting Actress (Hindi)"
  - 1970: "Best Supporting Actress (Hindi)"
- Padma Shri (2007)